# Weinmannia fagaroides
Weinmannia fagaroides är en tvåhjärtbladig växtart som beskrevs av Carl Sigismund Kunth. Weinmannia fagaroides ingår i släktet Weinmannia och familjen Cunoniaceae. Inga underarter finns listade i Catalogue of Life.